# Kyselecký hamr
Kyselecký hamr je volně přístupný minerální pramen poblíž vesnice Mýtina, místní části obce Lipová v okrese Cheb v Karlovarském kraji.

## Geografická poloha
Kyselecký hamr vyvěrá v lese asi 1,5 km východně od Mýtiny přibližně 800 metrů od česko-bavorské hranice. Vývěr minerálky se nachází v severozápadní části Přírodního parku Český les v geomorfologickém celku Smrčiny při rozhraní s geomorfologickým celkem Český les. V blízkosti pramene na k. ú. Mýtina stávala osada Kyselecký Hamr (německy Säuerlinghammer) s hamrem, ze kterého se dochovaly sotva znatelné pozůstatky.

## Přírodní poměry
Horninové podloží tvoří metamorfované horniny krystalinika, tvořené převážně svory.
Minerální pramen vyvěrá na geologické zlomové poruše při pravém břehu Stebnického potoka, do kterého odtéká minerálka z přepadu pramenní jímky úzkou stružkou. Vlastní pramen vyvěrá v původní jímce s pažením z opracované žuly. Jímka čtvercového průřezu má půdorys 1x1 m a hloubku 130 cm. Na její obrubě je vytesaný letopočet 1698. Jedná se zřejmě o nejstarší jímání pramene v Česku, u nějž se dochovala jeho starobylá podoba.

## Historie
Pramen měl lokální význam a byl využíván místními obyvateli k pitným účelům. V 16. století využívali minerálku lázeňští hosté z nedalekého Bavorska, ubytovaní v nedalekém Neualbenreuthu. Pramen byl oblíben a rovněž distribuován jako minerální voda v láhvích. Minerální pramen byl z literatury znám jako jeden z nejjižnějších výskytů kyselek v západočeské lázeňské oblasti a byl často chemicky až do druhé světové války analyzován. Po druhé světové válce se území octlo v zakázaném hraničním pásmu při státní hranici s Německem, odkud se musely vystěhovat civilní osoby a vstup byl pouze na povolenku v doprovodu příslušníka pohraniční stráže. Pramen byl opuštěn a minerálka vytékala bez užitku do potoka.
Změny nastaly až po roce 1989, kdy se bývalé zakázané hraniční pásmo otevřelo veřejnosti. Vznikly plány na stáčení minerálky a její komerční prodej. Tři společníci založili společnost České minerální vody a získali licenci na komerční využití pramene. Byl proveden vrtný průzkum a chemické rozbory. Hydrogeologický průzkum a rozbory provedené v roce 1995 firmou Aquatest prokázaly vydatnost zdroje s možností roční produkce minerálky ve výši 150 milionů litrů. Došlo k zakoupení potřebných pozemků a začátkem roku 1995 začala firma Armabeton stavět stáčírnu. Neshody společníků a následné soudní spory o podíl ve firmě realizaci podnikatelského záměru zhatily a opuštěné objekty stáčírny v Mýtině chátrají. Oplocený plechový objekt poblíž pramenní jímky ukrývá průzkumný vrt, odkud mělo potrubí odvádět minerálku ke stáčírně v Mýtině. Stáčírna dostavena nebyla, pramen naštěstí vyvěrá dál uprostřed lesa.
Občanské sdružení Život na Dyleň upravilo v roce 2012 pramen a jeho okolí. Provedlo zastřešení pramene a postavilo k němu povalový chodník.

## Vlastnosti a složení
Teplota pramene je poměrně stálá okolo 9 °C, celková mineralizace činí 2500 mg/litr. Minerálka má vysoký obsah rozpuštěného oxidu hličitého v hodnotě 2300 až 2600 mg/l, což jí dodává příjemnou chuť. Uvolňování CO2 při pohledu do pramenní jímky vypadá, jako když voda vaří. Vysoký obsah CO2 nejspíš souvisí se sopečnou činností nedaleké čtvrtohorní Železné hůrky, jedné z nejmladších českých sopek. Na rozdíl od většiny kyselek v širším okolí Mariánských Lázní nemá minerální voda zvýšený obsah oxidu křemičitého (SiO2). Z kationtů je uváděn zvýšený obsah lithia. Hodnota pH = 4,9 je nízká. Podle balneologické klasifikace patří pramen ke skupině železitých uhličitých vod a údajně pomáhá při nemocech zažívacího traktu.

## Přístupnost
Ke Kyseleckému hamru vede žlutě značená turistická stezka po upravené lesní cestě od rozcestí u Mýtiny. Ta se poblíž vývěru pramene napojuje na naučnou stezku s pojmenováním Naučná stezka Stebnický potok. K vlastní pramenní jímce byl v rámci budování naučné stezky postaven dřevěný povalový chodníček. K minerálce je možný přístup po naučné stezce i z opačné strany z Doubravy. Vedle zastřešeného altánku je umístěna informační tabule s údaji o historii Kyseleckého hamru.

## Galerie

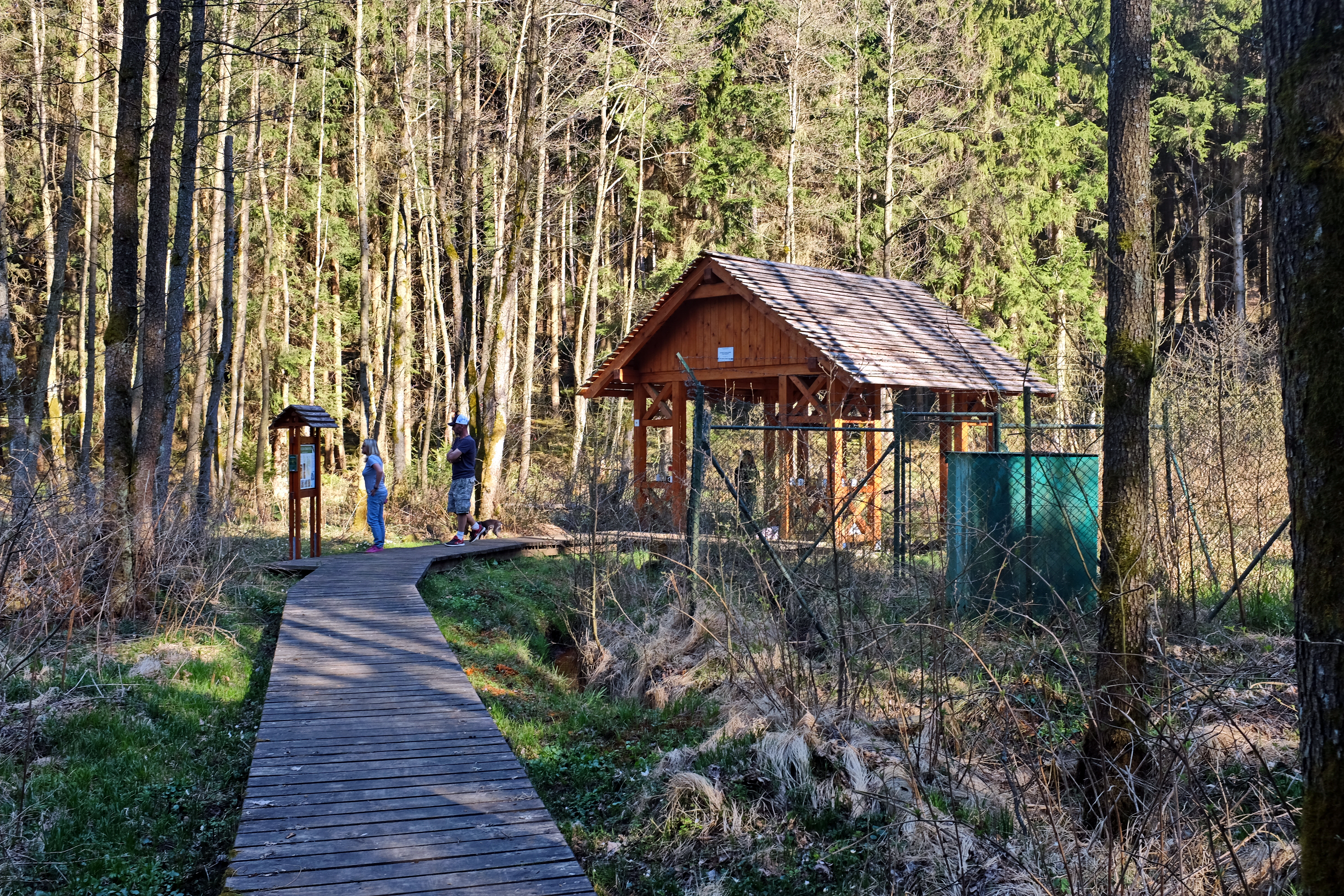
Celkový pohled na místo v dubnu 2019
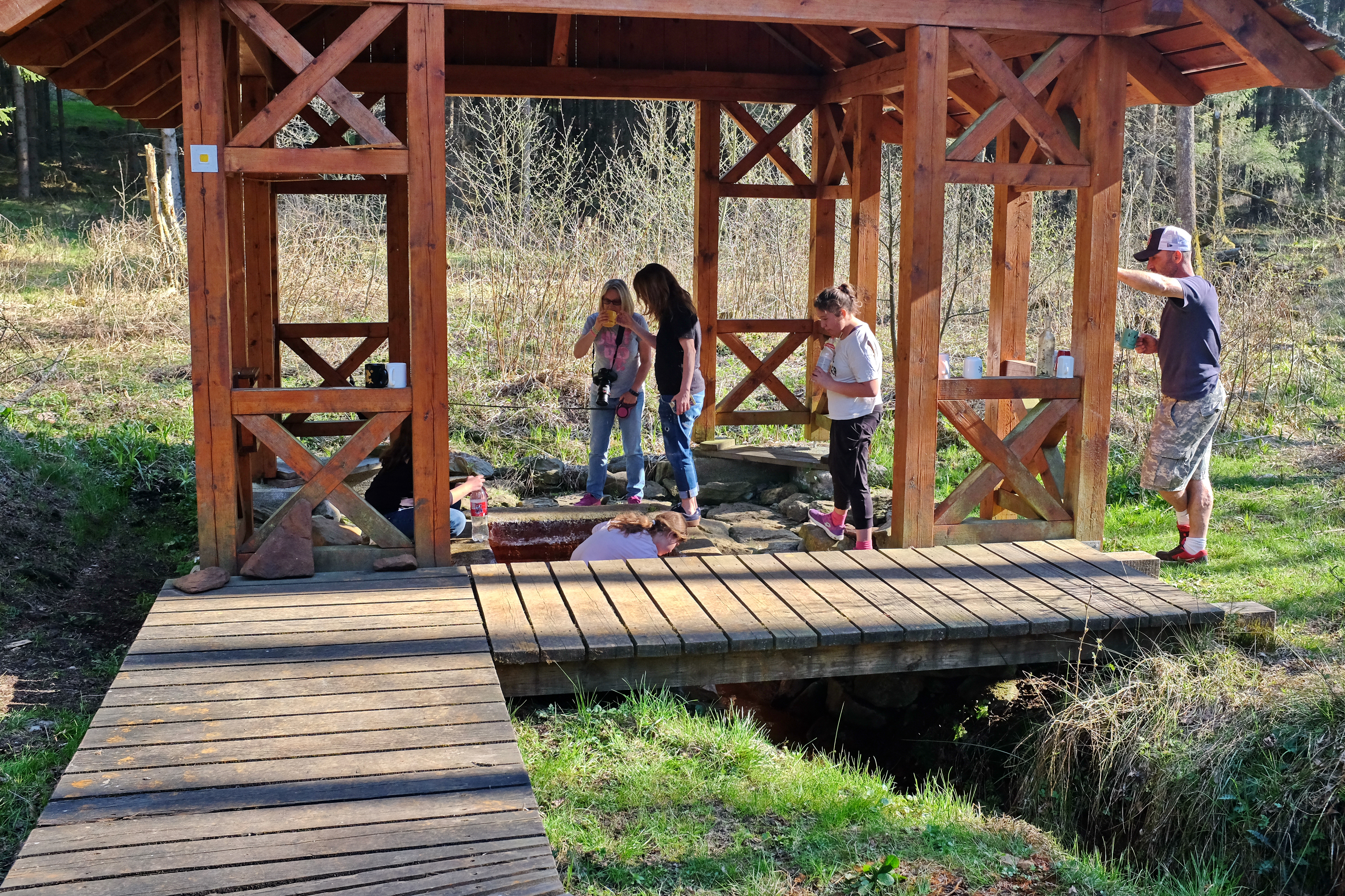
Ochutnávání minerálky
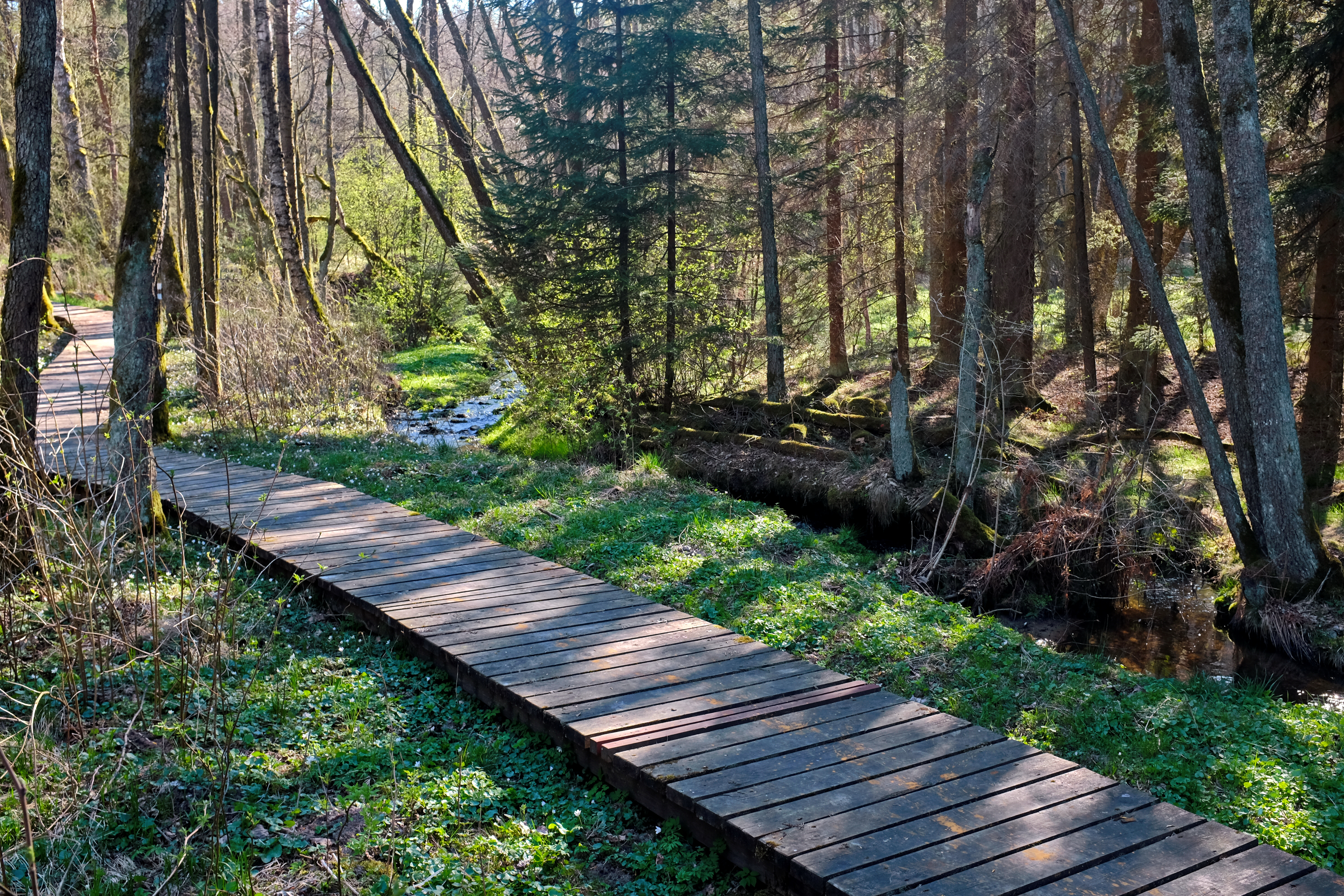
Povalový chodníček k pramenní jímce
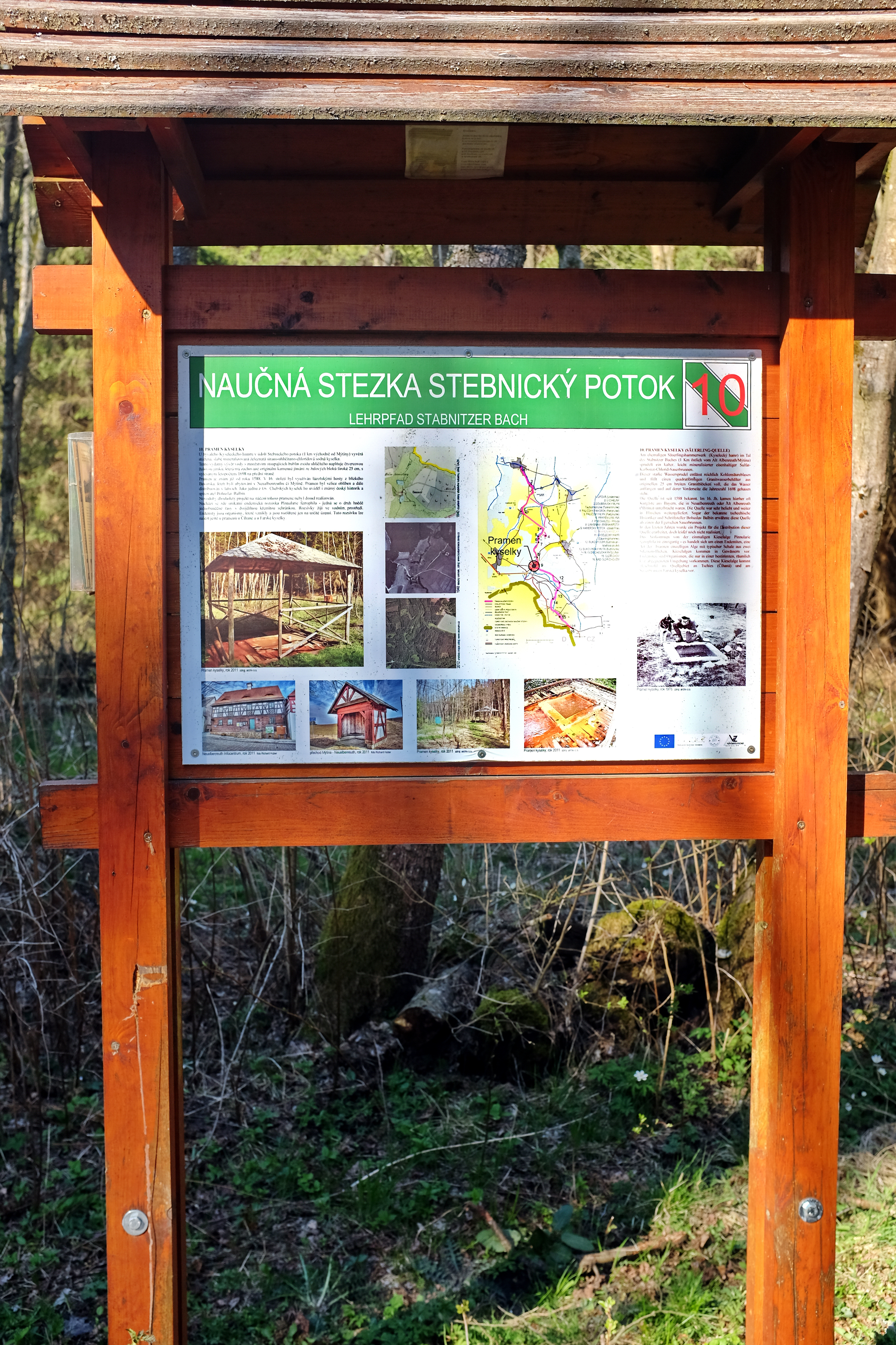
Informační panel u zastřešeného altánku
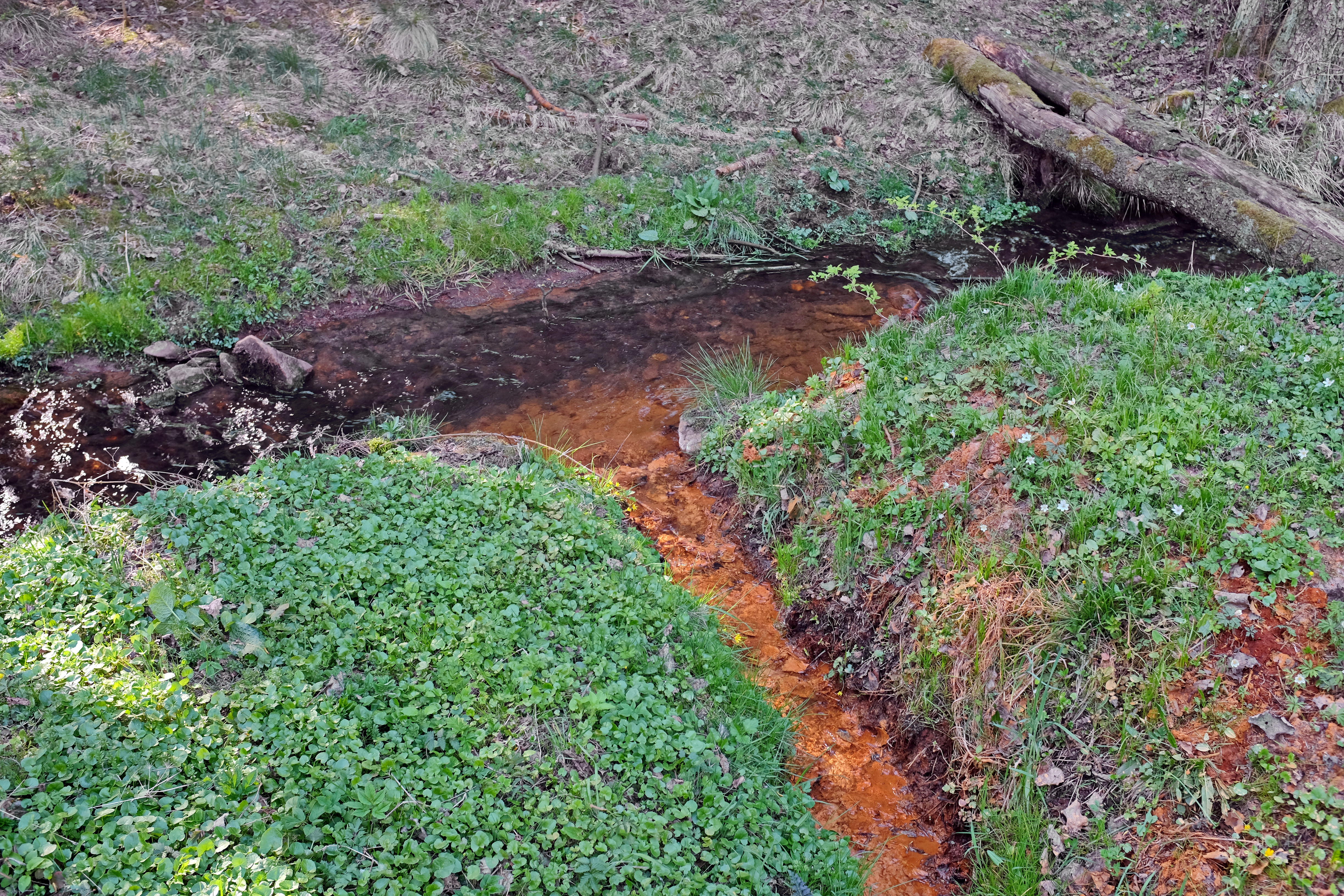
Stružka od přepadu ke Stebnickému potoku
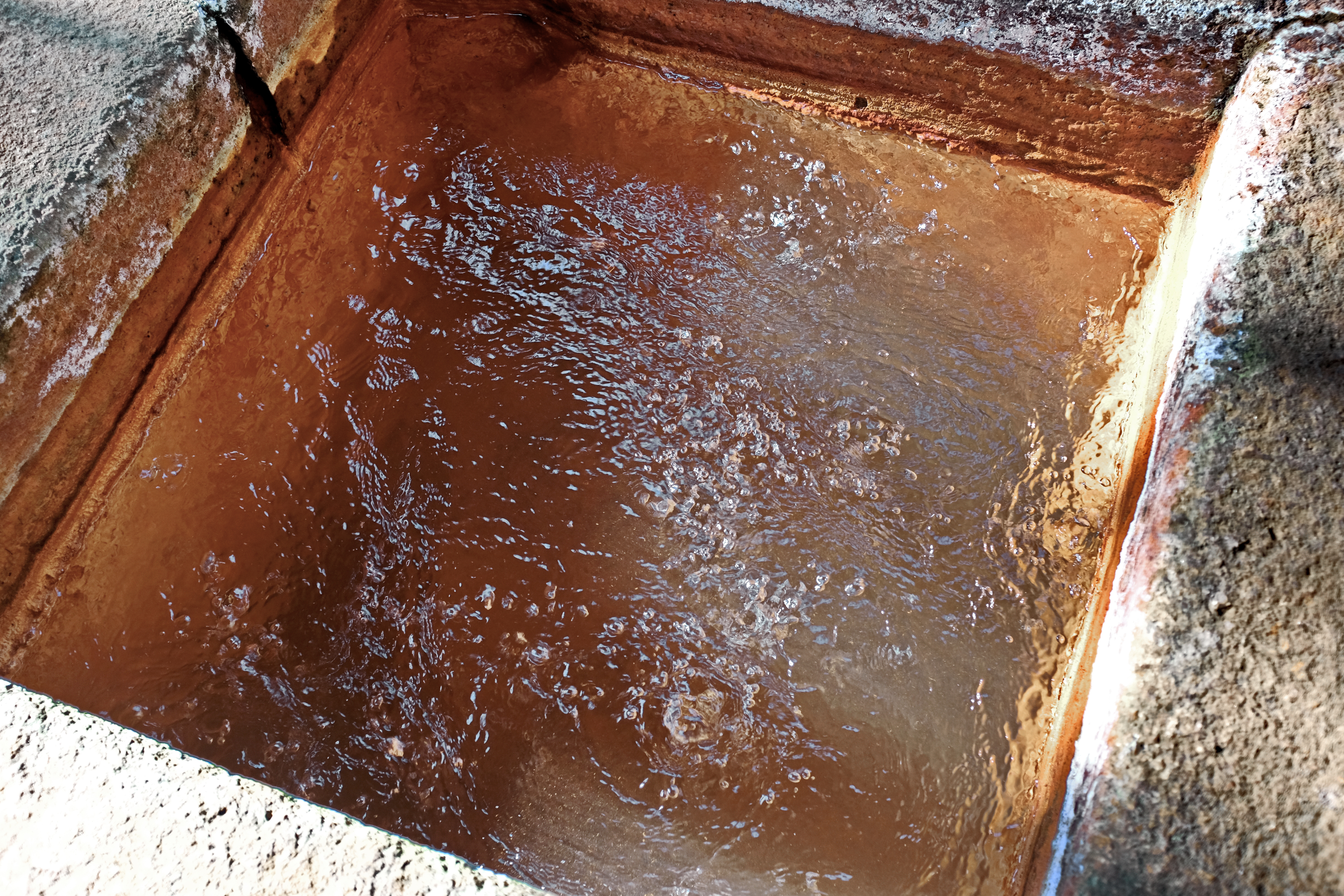
Detailní pohled na vývěr pramene